# Azië-Pacific

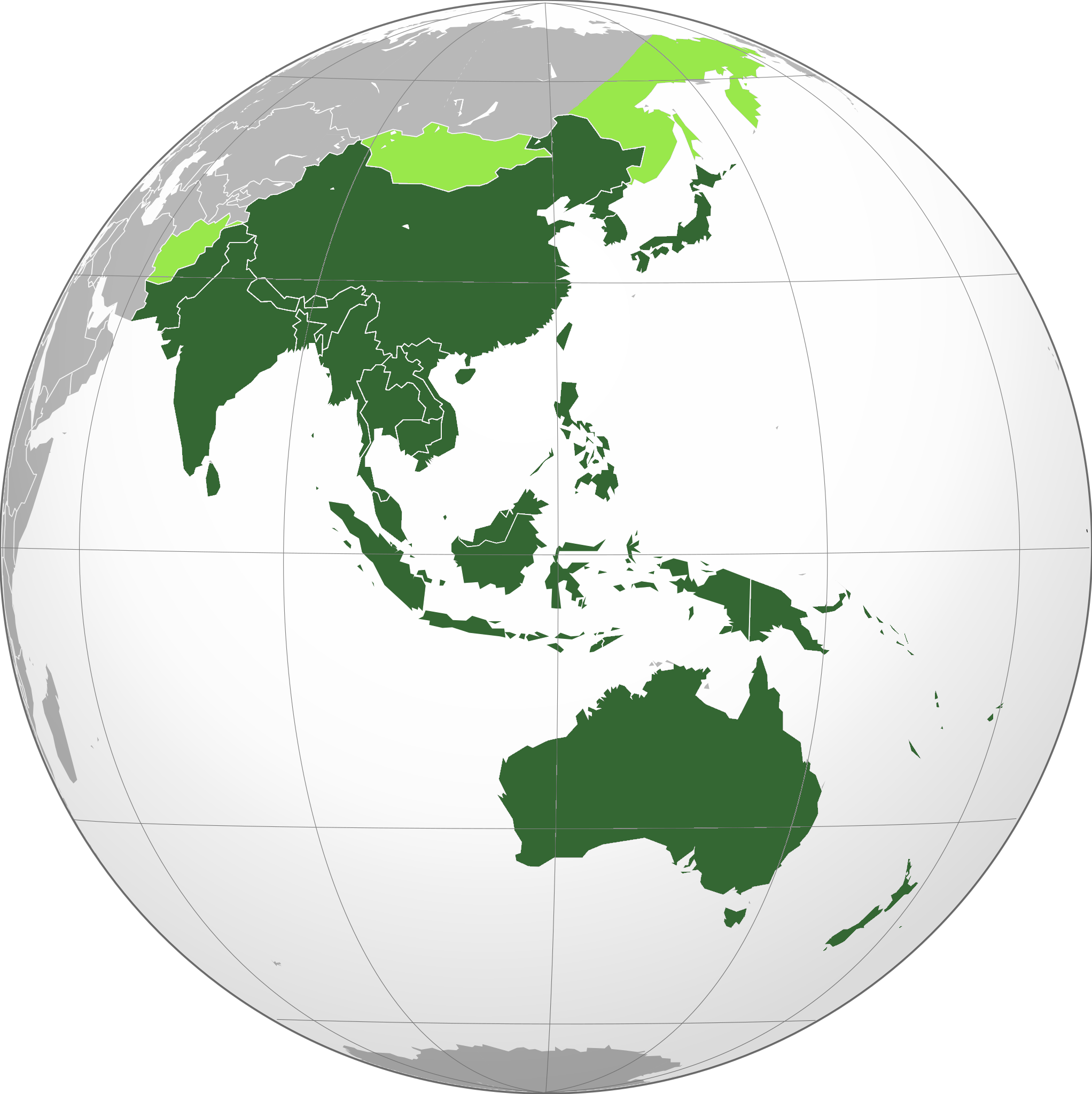
Azië-Pacific: donkergroen voor de striktere omschrijving, lichtgroen voor een ruimere omschrijving.

Azië-Pacific is het deel van de wereld in of nabij de westelijke Stille Oceaan. Een nauwkeuriger omschrijving varieert, afhankelijk van de context, maar omvat over het algemeen Oost-Azië, Zuid-Azië, Zuidoost-Azië en Oceanië. Zuidwest-Azië wordt daarentegen bijna nooit opgenomen. 
De omschrijving Azië-Pacific wordt soms uitgebreid tot delen van Rusland (aan de noordkust van de Stille Oceaan), en landen in Amerika, aan de kust van de Oostelijke Stille Oceaan. Zo omvat de Asia-Pacific Economic Cooperation Canada, Chili, Rusland, Mexico, Peru en de Verenigde Staten. 
In een zeer ruime interpretatie beslaat het begrip alle landen van Azië en Australazië, inclusief het Australisch continent en de kleinere eilandstaten in de Grote Oceaan. Dat is met name het geval wanneer de wereld wordt ingedeeld in grote commerciële regio’s: dan heeft men het over “de Amerika’s”, EMEA (Europe, Middle East & Africa) en Azië-Pacific. 
De term ontstond in de late jaren 1980, toen de meeste landen uit de regio beschouwd werden als “groeimarkten”.